# Christin Ljungqvist
Marie Christin Ljungqvist, född 7 december 1983 i Onsala församling i Hallands län, är en svensk författare, mest känd för sin debutroman Kaninhjärta. Hon har gett ut fyra romaner för ungdom med inslag av skräck och fantasy. 2015 tilldelades hon Göteborgs Stads författarstipendium.

## Biografi
Christin Ljungqvist föddes i Onsala församling utanför Kungsbacka. Hon har senare varit bosatt i Göteborg och därefter åter flyttat söderut – till Fjärås. Uppväxten i Vallda menar hon har varit avgörande både för henne som författare och som person, och Donna Tartts Den hemliga historien gav henne konkret inspiration till vad en författare kan göra.
Redan som trettonåring drömde Ljungqvist om att bli författare, men det skulle dröja fjorton år innan hon fick sitt debutmanus antaget. Hon drömde även om att bli proffsviolinist och hon brukar måla. Hon har till exempel själv gjort illustrationerna till sin bok Fågelbarn.
Christin Ljungqvist har en yngre syster och en yngre bror. Syskonskap är något som spelar stor roll i hennes romaner.
Ljungqvist har arbetat i bokhandel och bland annat hållit kurser i skrivande på Skrivarakademin i Göteborg. Tidigare har Ljungqvist haft ett flertal olika arbeten, bland annat i storkök och som truckförare. Hon har också själv gått skrivarkurser, bland annat vid Bona folkhögskola och Skrivarakademin i Stockholm. Ljungqvist är verksam som skribent på en digital byrå
Ljungqvists böcker har övernaturliga inslag och hon beskriver sig själv som spöktroende.

## Författarskap
Christin Ljungqvist debuterade 2012 med boken Kaninhjärta, en genreöverskridande roman som lästs av såväl unga som vuxna. Boken blev i medierna bland annat beskriven som egensinnig spökhistoria, psykologisk thriller, mörkt familjedrama, kriminalhistoria och tonårsroman. Huvudpersonerna – enäggstvillingarna Mary och Anne – kommer liksom Christin från Vallda, men de rymmer en sommar hemifrån och dras in i ett medialt sökande efter en försvunnen liten flicka. De döda kan tala genom Mary, och Anne är den som lyssnar. Ett spöke varnar Anne för att Mary vill dö och Anne börjar vaka över sin syster. Språket beskrivs som känsligt, flödande och tungt, samt "kvickt och vigt, skirt och på samma gång robust".
Fågelbarn är titeln på den fristående uppföljaren, ett familjedrama som handlar om Hanna och hennes två äldre bröder Jens och Samuel. Hanna, den perspektivbärande rollfiguren som även figurerade som biperson i Kaninhjärta, kan se de döda och få föraningar om vad som kan hända. Jens är destruktiv och skadar andra människor, bland annat Samuel, och han planerar att skada deras far.
Även denna bok utspelar sig i Vallda. En scen, ett betydelsefullt möte mellan huvudpersonerna och ett spöke, tar plats i ett ödehus som finns på riktigt. I det huset lekte Ljungqvist själv som barn. Rollfiguren Hanna är som författaren själv skulle vilja vara.
I Rävsång återkommer rollfiguren Hanna, men inte i huvudrollen. Boken kretsar istället kring Finn, vars pappa har supit ihjäl sig. Det mystiska finns med även i denna berättelse, i form av saker som försvinner och en märklig huvudvärk hos Finn.
Efter den tredje boken planerade Ljungqvist att arbeta på en retropunk-dystopi. Resultatet blev Vita tigern med inslag av steampunk och dystopi. Boken utspelar sig år 2296, efter en kärnkraftskatastrof och där den 14-åriga huvudpersonen Avalon bor i ett framtida Göteborg.
I början av 2022 kommer Vitormen jagar, denna gång en bok riktad till läsare från 13 år och uppåt och mer lättläst än tidigare verk. Boken är ett verk som blandar skräck med vänskap och tillit, och den är den första volymen i en svit böcker om nordiska väsen.
Christin Ljungqvists böcker har placerats i genren unga vuxna, något som författaren trivs med:
| ”                     | Man får skriva fartigt utan att väja för tunga ämnen. Det är handlingsdrivet men behöver inte sakna psykologiskt djup. | „ |
| – Christin Ljungqvist | |   |

## Priser och utmärkelser
- 2015 – Göteborgs Stads författarstipendium